# 刘恢先

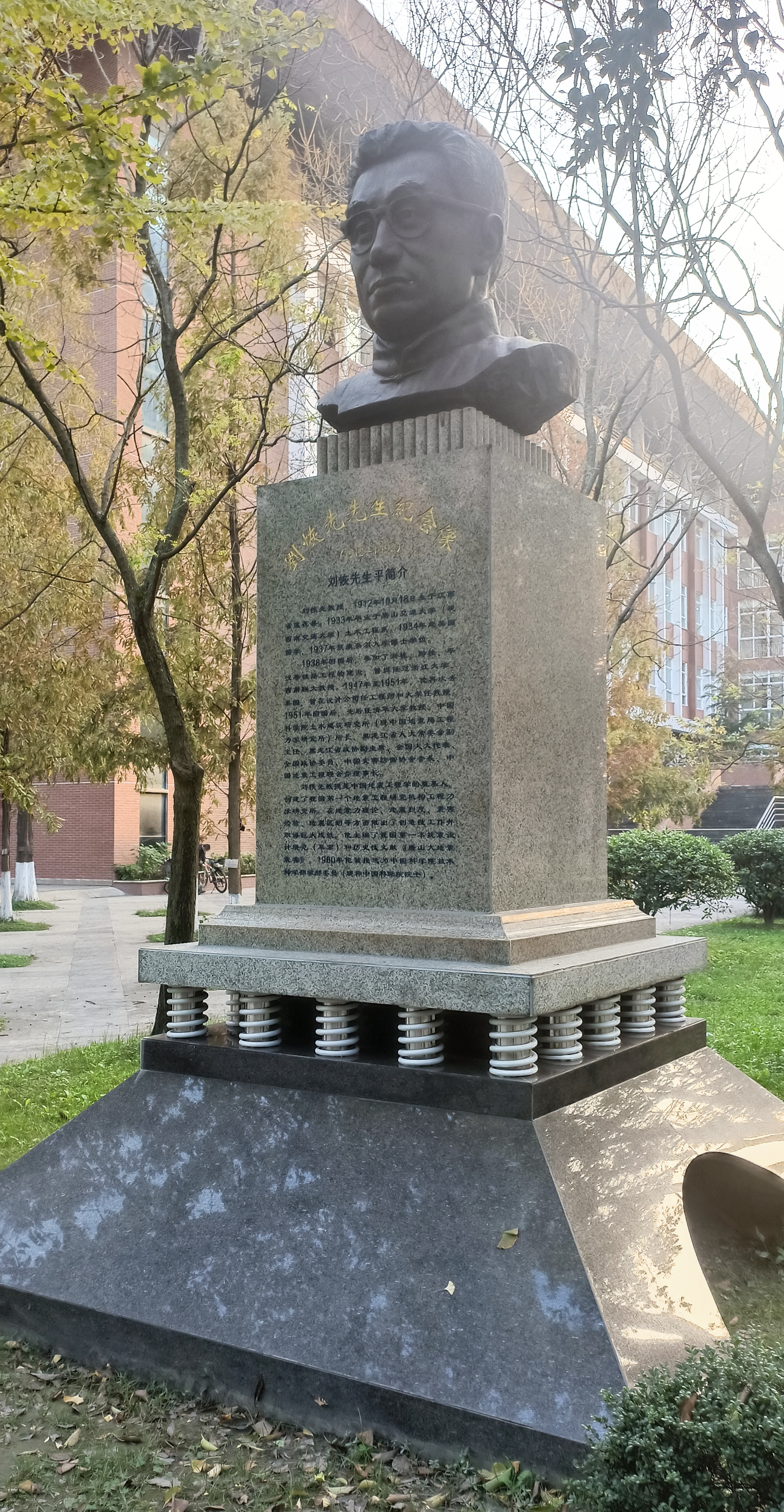
刘恢先先生纪念像，位于西南交通大学犀浦校区内

刘恢先（1912年10月18日—1992年6月24日），男，江西莲花人，中国结构工程与地震工程专家，国家地震局工程力学研究所研究员、名誉所长，中国科学院院士。曾任第二、三届全国政协委员，第四、五、六、七届全国人大代表，黑龙江省人大常委会副主任，黑龙江省政协第四、六届副主席。
与豪斯纳、武藤清同为渡部丹教授称为世界地震工程学之父。配合国家经济建设和国防建设开展研究工作，作出了重要贡献，参与了多次国际地震工程学方面的会议，奠定了中国地震工程学方面的基础，在中国最早提出“小震不裂、大震不倒”的设计思想。

## 生平

### 求学
刘恢先1912年10月18日出生于江西省莲花县，父亲曾担任过江西庐山管理局局长。1923年就读于江西南昌第二中学，并1929年毕业，考入唐山交通大学（今西南交通大学）工程学院土木工程系，在校期间得到了汪菊潜的照顾和朱物华等人的指点，并结下深厚友谊。1933年学校由于日本入侵先转至天津，后转至上海，同年，毕业于交通大学唐山工学院。与刘恢先同年毕业的还有林同骅、张维、严恺。
毕业后，刘恢先留校任助教兼助理研究员。1934年，考取公费赴美留学，由于茅以升的特殊声誉得以只经面试入康奈尔大学深造。入学不到一年，刘恢先于1935年获得硕士学位。之后前往伊利诺大学继续攻读研究生，并在暑期前往密歇根大学听课，一年后转回康奈尔大学学习，在1937年获得博士学位。

### 任教
1937年，毕业后刘恢先到在纽约的某设计公司工作，不久七七事变爆发，刘恢先参与了抗战募捐活动，并于1938年回国。归国后，在湘桂铁路进行桥梁设计工作，但由于10月日军攻入长沙，湘桂铁路工程受阻。刘恢先便改到叙昆铁路、黔桂铁路工作，后担任湘桂、黔桂铁路工程局工程师，与林同炎（唐山交通大学1931届学生）、钱令希等人共事，并再次得到了汪菊潜照顾。1941年9月7日，担任黔桂铁路局龙里分段段长的刘恢先与洪晶在桂林结婚。1944年，日军攻入广西，铁路尽数失陷，于是前往浙江大学土木工程系担任教授，一年后改在西南联大土木工程系担任教授至1946年，期间教授了学生卢肇钧。在此期间，刘恢先在力矩分配与吊桥应力分析上做了许多创造性工作。
1947年，刘恢先接到了清华大学聘书，但并未赴任，而担任平汉铁路工程师，参加了郑州黄河大桥赴美工作组，前往美国开展工作，在阿曼—惠特尼公司（为郑州黄河大桥修复设计单位）任工程师。后国共内战爆发，刘恢先侨居国外。1949年秋，刘恢先长子出生，刘恢先前往伦赛纳依尔理工学院担任副教授，妻子洪晶则在此攻读博士学位，期间帮助卢肇钧进入哈佛大学土力学专业就读。

### 建所
1951年1月，刘恢先乘克利夫兰总统号经香港再次归国，于清华大学担任教授，妻子洪晶也放弃了即将获得的博士学位一同归国。1952年加入九三学社，受中国科学院东北分院院长严济慈之邀，在周培源鼓励下，调职于中国科学院东北分院，担任中国科学院土木建筑研究所筹建处处长，于哈尔滨进行研究所筹建工作。1954年，中国科学院土木建筑研究所成立（1962年改名为中国科学院工程力学研究所，1998年改名为中国地震局工程力学研究所），刘恢先担任所长长达30年。

### 研究
刘恢先在1954年提出开展抗震结构研究。1955年初，刘恢先在土木建筑研究所内开设抗震结构研究专题，同年武汉长江大桥顾问委员会成立，刘恢先为委员之一。1956年，他参加《1956－1967年 科学技术发展远景规划》制定工作，负责撰写“地震对建筑物的影响及其有效抗震措施的研究”部分。1958年，在《土木工程学报》发表论文《论地震力》，对当时的几种地震力理论进行了分析，认为中国可以采用基于动力原则的地震力系数，并且指出了中国在地震力理论方面应当开展的重点研究方向。
1959年在中华人民共和国国家建设委员会委托下，刘恢先参考了1957年苏联定下的CH-8-57规范率领土木建设研究所提出了中国首个抗震设计规范《地震区建筑抗震设计规范（草案）》，涵盖房屋、道桥、水坝、给排水等内容，并为设计单位所试用，1964年，又组织编写了中国第二个抗震设计规范草案。在这两个抗震设计规范草案中，刘恢先提出了“结构系数”“地震系数”“动力系数”等系数，对地震惯性力与地基失效两种效应进行了区分，而且根据四种场地土的区别采用了四种不同的标准反应谱。
同时刘恢先对水工抗震方面做了相当研究，在1960年结合三峡水利枢纽重力坝方案抗震问题的研究，提出了通过理论与实验相结合以确定三维结构在三向地面运动作用下反应的方法，较早就提出了水库满库地震荷载的近似计算方法，并达到了世界先进水平。对三峡大坝、新丰江水库大坝、恒山拱坝和二滩拱坝的抗震研究抗震进行了研究，尤其是对新丰江水库大坝的抗震加固研究，其深度与广度达到世界先进水平并获得全国科学大会奖励。1960年代，提出统一工业与民用建筑、水工建筑和桥梁建筑三种规范的计算方法的主张。1978年，经过了十几年发展，水电部采用了该主张。
文化大革命期间，刘恢先受到冲击，被下放劳动。1978年加入中国共产党。在开展地震工程研究的同时，自1966年参与邢台地震救灾以来，刘恢先多次进入地震灾区进行考察和指导抗震救灾，在1976年唐山大地震后多次率领研究所人员进入震区考察。1979年主编并出版了《海域地震震害》，当选为第一届中国地震学会副理事长。1980年，刘恢先更新地震烈度概念，组织发表了《中国地震烈度表》。1981年，成为中华人民共和国首批博士生导师。
1983年，在东京大学为纪念久保庆三郎退休而举办的国际地震工程讨论会上，作为中国的特邀专家出席，同来的还有三位分别来自美国、南斯拉夫、日本的特邀专家。1984年7月受特邀参加在美国召开的第八次世界地震工程学会议。1986年前往美国讲学一段时间。1988年8月，作为三位主旨报告者之一，在日本召开的第九次世界地震工程学会议上，发表了“减轻地震危险的唯一途径”的主旨报告。1992年6月23日下午4时，最后一次听取了何度心研究员有关《唐山大地震震害》英译版的工作汇报。
1992年6月24日，在哈尔滨因癌症医治无效逝世，享年80岁。

## 奖项和荣誉
1980年当选为中国科学院学部委员（院士）。
1984年起担任中国科学院工程力学研究所名誉所长。
1985年12月，其主编的《唐山大地震震害》出版，并获得了国家地震局科技进步一等奖、国家科技进步二等奖和全国优秀科技图书一等奖等奖项。
1989年，被美国传记协会选入国际名人录。

## 纪念
1994年7月，《刘恢先地震工程学论文选集》由地震出版社出版，好友钱令希作序。2002年黑龙江恢先地震工程学基金会成立。2013年国际刘恢先地震工程学奖首次颁发。

## 家庭
妻子洪晶曾任哈尔滨工业大学副校长，应用物理系教授，中华人民共和国首批博士生导师。儿子刘思久为哈尔滨工业大学电气工程系教授。